# Józefów (gmina Przedbórz)
Józefów – wieś w Polsce położona w województwie łódzkim, w powiecie radomszczańskim, w gminie Przedbórz.
| SIMC    | Nazwa        | Rodzaj    |
| ------- | ------------ | --------- |
| 0548790 | Pod Bożywolą | część wsi |
| 0548809 | Pod Górą     | część wsi |

W latach 1975–1998 miejscowość należała administracyjnie do województwa piotrkowskiego.
Wierni Kościoła rzymskokatolickiego należą do parafii św. Mikołaja w Żeleźnicy.